# Genevois

Brasão de Armas

A Província do Genevois ou simplesmente "o" Genevois  é uma província histórica do antigo ducado de Saboia que correspondia na altura ao Condado de Genebra. Tinha como capital histórica e económica Genebra, mas que devido a demonstração de poderio e sinal de ocupação passou para Annecy. A província estava rodeada pela província de Carouge ao N-O, pela província de Faucigny.

## Etimologia
Genevois é em francês o gentílico do português genebrino, e logicamente o termo deve-se ter estendido aos terrenos de uma região que ocupava. Ainda hoje em meteorologia se fala "do genevois" para designar toda a zona franco-suíça que incluí o cantão de Genebra, o País de Gex e Annemasse, ou seja s região do "fim do lago", Lago Lemano, entre o Jura e o Salève.
O termo não só é empregue pela administração francesa («Genevois français») para designar a região urbana francesa em volta de Genebra , como foi dado a uma localidade, Saint-Julien-en-Genevois .

## Geografia
No século XI, a Província do Genevois era constituída por diferentes territórios que iam , em França, do Lago do Bourget, a Faverges, aos vales do Maciço dos Aravis, e na Suíça, país de Vaud até ao Aar. A família contal possuía assim senhorias no Grésivaudan e terras no país de Vaud.

## História
A Província do Genevois sucede ao pagus Genevensis do Condado_de_Genebra, durante o reinado de Amadeu III de Genebra, da qual Genebra era a capital, o qual recebeu homenagem feudal de 70 famílias senhorias da região. 
Uma grande rivalidade se instaura entre o poder temporal do Conde de Bourg-de-Four e poder espiritual do Bispo, relativa aos direitos feudais, No século XII o conde deixa Genebra para se instalar em La Roche-sur-Foron antes de estabelece a capital política em Annecy-a-Nova junto Lago de Annecy, onde se instala definitivamente em 1219 . O condado passa de família em família e em 1400 é vendido 45 000 francos em ouro ao conde Amadeu VIII de Saboia .
O condado é dado como apanágio ao ramo cadete da Casa de Saboia, os Saboia-Nemours

## Possessões
Faziam parte desse condado as seguintes localidades/cidades :
- Annemasse
- Annecy
- Cruseilles
- Faverges
- Frangy
- La Roche-sur-Foron
- Rumilly
- Saint-Julien-en-Genevois
- Thônes
- Thorens-Glières